# Lubov Zadoroznaya
Lubov Vasilievna Zadoroznaya, née le 3 novembre 1942 au Tatarstan est une ancienne coureuse cycliste soviétique.

## Palmarès
- 1963
  - 3e du championnat du monde de poursuite
- 1967
  - 2e du championnat du monde de cyclisme sur route
- 1968
  - 10e du championnat du monde de cyclisme sur route
- 1969
  - 8e du championnat du monde de cyclisme sur route
- 1972
  - 2e du championnat du monde de cyclisme sur route
  - 3e du championnat du monde de poursuite
  - 3e du championnat d'URSS sur route